# Gran Hotel Pristina
El Gran Hotel Pristina (en albanés: Grand Hotel Prishtina) es un hotel situado en el bulevar de la Madre Teresa en el centro de Pristina, capital de Kosovo un territorio independiente de facto de Serbia. Fue un icono notable de la ciudad desde su inauguración y hasta bien entrada la década de los noventa, hasta que el rápido desarrollo de Pristina lo sobrepaso. Antes de la guerra de Kosovo de 1999, el hotel era propiedad del gobierno de Yugoslavia. Su propietario actual es Unio Comercio.